# Noppon Saengkham
Noppon Saengkham, né le 15 juillet 1992 dans la province de Samut Prakan en Thaïlande, est un joueur professionnel thaïlandais de snooker.
Après quatre défaites en demi-finale de tournois classés, il parvient à franchir le cap lors de l'Open d'Écosse 2023, bien que défait pour le match du titre. Il compte aussi trois participations à la phase finale des championnats du monde, et a perdu deux fois aux portes des quarts de finale. 

## Carrière
Sa carrière chez les juniors est particulièrement aboutie ; un titre de champion du monde et un de champion d'Asie, et une finale dans ces deux mêmes tournois,,,. Toutefois, sa première saison sur le circuit professionnel n'est pas aussi convaincante puisqu'il est relégué dans les rangs amateurs à la fin de l'année. Le Thaïlandais retrouve sa place au début de la saison 2013-2014 et gagne ses premiers matchs sur le grand circuit, mais au bout de deux saisons, son classement n'est toujours pas suffisant pour qu'il se maintienne au plus haut niveau. Néanmoins, Saengkham est sauvé de la relégation grâce à l'établissement d'un ordre du mérite du circuit européen, qui le voit terminer en troisième position. Dès la saison suivante, il réalise sa première grande performance en atteignant les quarts de finale à l'Open de Chine, après des victoires contre Neil Robertson, Ben Woollaston et Graeme Dott. Il s'incline ensuite contre John Higgins (5-3). Par ailleurs, il est aussi demi-finaliste au championnat du monde de snooker à six billes rouges disputé en Thaïlande. 
Plus discret lors de la saison suivante, Saengkham se fait à nouveau remarquer en 2018 lorsqu'il se propulse jusqu'en demi-finale à l'Open du pays de Galles. Il y bat deux joueurs du top 16 mondial (Judd Trump et Kyren Wilson) avant de céder contre Barry Hawkins, s'inclinant de deux manches seulement. Lors de la saison qui suit, le joueur thaïlandais poursuit sur sa lancée et rejoint un nouveau quart de finale, à l'Open d'Angleterre, et surtout une deuxième demi-finale au cours de l'Open mondial. Il y est battu contre Stephen Maguire et Mark Williams. Contre Williams, le match se dénoue dans la manche décisive. Ces bons résultats lui permettent de culminer à la 28e place du classement mondial en mars 2019, ce qui reste son meilleur classement. 
Noppon Saengkham fait sa première apparition au championnat du monde en 2017, s'inclinant dès son premier match contre Robertson. Depuis, il compte deux autres participations, lors desquelles il a à chaque fois franchi le premier tour. En 2020, il balaye Shaun Murphy, 10-4, avant de s'incliner de peu contre Mark Selby (13-12),. En 2022, il gagne à nouveau son premier match facilement, face à Luca Brecel, avant d'être éliminé par Higgins. Quelques mois après, il est demi-finaliste à l'Open de Grande-Bretagne. Pour la première fois de sa carrière, il atteint une deuxième demi-finale de tournoi de classement en une même saison, lors du Grand Prix mondial 2023 où il domine Selby, O'Sullivan et Williams, soit un total de quatorze titres de champion du monde. Comme à Milton Keynes, Allen met brusquement fin à son parcours.
Saengkham dispute sa toute première finale en tournoi classé lors de l'Open d'Écosse 2023, après avoir écarté le héros national John Higgins en demi-finale. Il affronte Gary Wilson qui domine la première session de la finale sur le score de 6 manches à 2 avec plusieurs breaks de plus de 50 points. Saengkham ne parvient pas à combler son retard et s'incline 9-5. Il atteint ainsi son meilleur classement en carrière (22e mondial).
Il compile un deuxième break maximum lors des qualifications du Championnat du monde 2024 puis un troisième lors des qualifications du Masters d'Arabie Saoudite 2024.

## Vie personnelle
Sa fille est née le 21 avril 2022 en Thaïlande, alors que Noppon disputait son match du premier tour au championnat du monde contre le Belge Luca Brecel. Depuis, il se fait surnommer « The Dady » (« le papa » en anglais). 

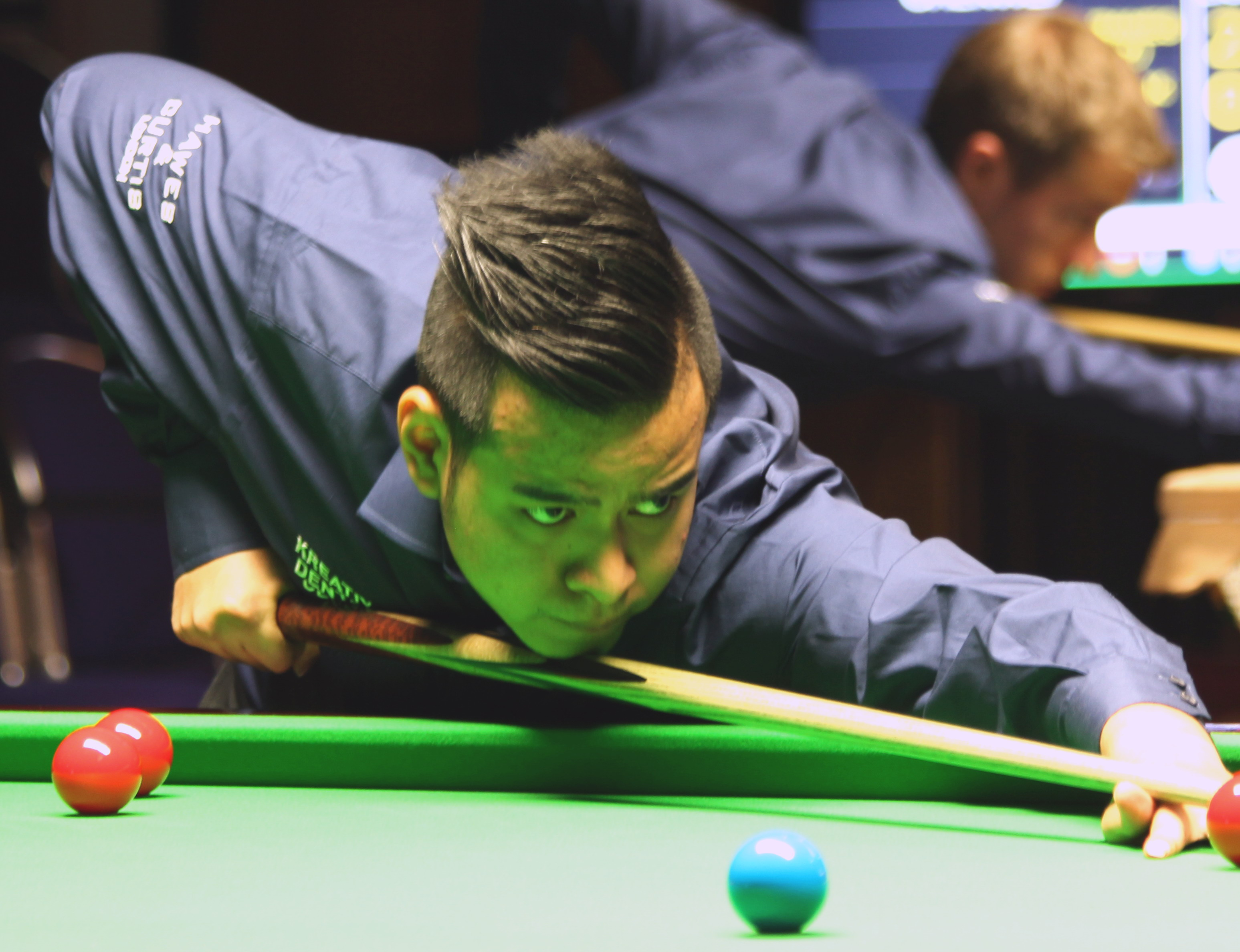
Noppon Saengkham

## Palmarès
| Légende | Catégorie                      | Titres                         | Finales                        |
|         | Tournois classés               | 0                              | 1                              |
|         | Tournois non classés           | 0                              | 0                              |
|         | Tournois pro-am                | 0                              | 1                              |
|         | Tournois amateurs              | 2                              | 2                              |
| Gras    | Tournois de la triple couronne | Tournois de la triple couronne | Tournois de la triple couronne |

### Titres
| Saison | Nom du tournoi                                   | Lieu   | Finaliste          | Score | Tableau |
| 2009   | Championnat du monde amateur des moins de 21 ans | Kish   | Soheil Vahedi      | 9-8   |         |
| 2013   | Championnat d'Asie des moins de 21 ans           | Indore | Mohammad Majid Ali | 6-5   |         |

### Finales
| Saison    | Nom du tournoi                                   | Lieu      | Finaliste                 | Score | Tableau |
| 2009      | Championnat d'Asie des moins de 21 ans           | Pune      | Zhang Anda                | 1-5   |         |
| 2011      | Championnat du monde amateur des moins de 21 ans | Montréal  | Thanawat Thirapongpaiboon | 3-9   |         |
| 2016-2017 | Open de Singapour                                | Singapour | Boonyarit Keattikun       | 4-5   |         |
| 2023-2024 | Open d'Écosse                                    | Edimbourg | Gary Wilson               | 5-9   | Tableau |